# Liste von Kernwaffentests

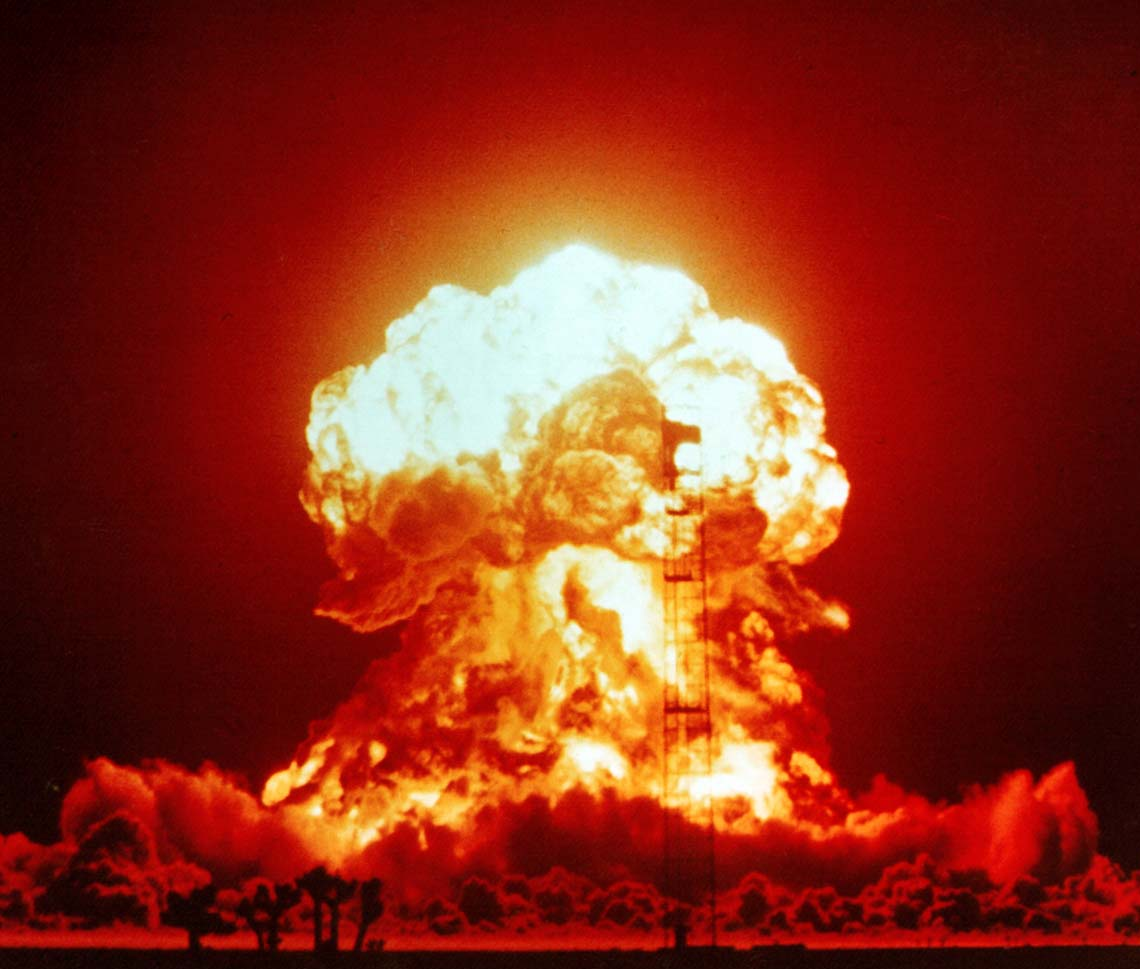
Explosion von Badger, Operation Upshot-Knothole (23 kT) – 18. April 1953, 12:35

Chronologische, unvollständige Liste von Kernwaffentests. Die Tabelle enthält lediglich markante Punkte in der Geschichte der Zündung einer Atombombe zu Testzwecken. Neben Atomexplosionen im eigentlichen Sinn wurden auch unzählige Tests mit Atomwaffen durchgeführt, die absichtlich oder unabsichtlich nicht explodierten.
Erklärungen zur jeweiligen Bauweise der Atombomben – wie etwa das Teller-Ulam-Design – befinden sich im Artikel Atomwaffentechnik.
Amerikanische Atomtests tragen in der Regel einen zweiteiligen Namen. Castle Bravo ist etwa der Bravo-Atomtest in der Castle-Serie bzw. der Operation Castle.
Der 500. Atomtest der USA fand im März 1970 auf der Nevada Test Site statt, wobei Mehrfachsprengköpfe mit einer höheren Sprengkraft getestet wurden.

## Chronologische Liste (Auswahl)
| Name Testreihe Bombe                                            | Datum        | Ort                                                     | Höhe                     | Staat     | Typ 1                 | Sprengkraft 2                     | Bemerkung |
| --------------------------------------------------------------- | ------------ | ------------------------------------------------------- | ------------------------ | --------- | --------------------- | --------------------------------- | --- |
| Trinity                                                         | 16. Jul 1945 | White Sands Proving Grounds                             | 30 m (Stahlgerüst)       | USA       | F Implosion           | 20–22 kT                          | erste atomare Testexplosion (Plutonium-239 als Spaltstoff) |
| Crossroads Able                                                 | 30. Jun 1946 | Bikini-Atoll (Marshallinseln, südwestlich von Hawaii)   | 160 m (Freifallbombe)    | USA       | F                     | 23 kT                             | erster Test nach dem Zweiten Weltkrieg |
| Crossroads Baker                                                | 24. Jul 1946 | Bikini-Atoll                                            | –27 m (Unterwasser)      | USA       | F                     | 23 kT                             | erster nuklearer Unterwassertest |
| RDS-1 (First Lightning) Joe-1                                   | 29. Aug 1949 | Semipalatinsk                                           | 30 m                     | UdSSR     | F                     | 22 kT                             | erster sowjetischer Test |
| Greenhouse George                                               | 08. Mai 1951 | Eniwetok-Atoll (Marshallinseln, südwestlich von Hawaii) | 61,5 m                   | USA       | ?                     | 225 kT                            | erster Nachweis einer thermonuklearen Kernfusion |
| Hurricane                                                       | 2. Okt 1952  | nahe den Montebello-Inseln, Australien                  | –2,7 m (Schiffsinneres)  | GB        | ?                     | 25 kT                             | erste britische Atombombenexplosion |
| Ivy Mike                                                        | 31. Okt 1952 | Eniwetok-Atoll                                          | 3 m                      | USA       | FF Teller-Ulam-Design | 10,4 MT                           | erste Explosion mit nennenswertem Kernfusionsanteil (23 %) an der Sprengkraft. Erste Wasserstoffbombe mit Teller-Ulam-Design                                                 |
| Ivy King                                                        | 15. Nov 1952 | Eniwetok-Atoll                                          | 450 m                    | USA       | F                     | 500 kT                            | stärkste Nur-Kernspaltungs-Bombe der USA |
| Upshot-Knothole Grable                                          | 25. Mai 1953 | Nevada Test Site                                        | 160 m                    | USA       | F Gun                 | 15 kT                             | erster Test einer nuklearen Artilleriegranate |
| RMS-6                                                           | 12. Aug 1953 | ?                                                       | ?                        | UdSSR     |                       | 400 kT                            | vermeintliche erste Wasserstoffbombe der UdSSR (keine echte H-Bombe) Sowjetisches Atombombenprojekt                                                                          |
| Castle Bravo                                                    | 28. Feb 1954 | Bikini-Atoll                                            | 2 m                      | USA       | FF Teller Ulam        | 15 MT                             | stärkste amerikanische Testexplosion, erster Test mit festem Fusionsmaterial.                                                                                                |
|                                                                 | 14. Sep 1954 | Tozk (Gebiet Orenburg)                                  | 350 m                    | UdSSR     | ?                     | 40 kT                             | Test in der Nähe von bewohntem Gebiet, 9. sowjetischer Test |
| RDS-37                                                          | 22. Nov 1955 | Semipalatinsk                                           | ? (Abwurf)               | UdSSR     | FF Teller Ulam        | 1,6 MT                            | erste sowjet. Bombe mit Teller-Ulam-Design |
| Redwing Zuni                                                    | 27. Mai 1956 | Bikini-Atoll                                            | 3 m                      | USA       | FFF                   | 3,5 MT                            | erster Test einer amerikanischen Thermonuklearbombe im Dreistufendesign |
| Grapple I Short Granite                                         | 15. Mai 1957 | Malden                                                  | 2.400 m (Abwurf)         | GB        | FF                    | 200–300 kT                        | erster britischer Test einer Wasserstoffbombe, Teilerfolg |
| Plumbbob John                                                   | 19. Jul 1957 | Nevada Test Site                                        | 4.600 m                  | USA       | ?                     | 1,7 kT                            | einziger Kernwaffentest mit einer nuklearen Luft-Luft-Rakete (AIR-2 Genie)                                                                                                   |
| Grapple X Grapple Y Grapple Z                                   | 8. Nov 1957  | Kiritimati                                              | 2.400 m (Abwurf)         | GB        | FF                    | 1,8 MT                            | Die britischen Kernwaffenversuche in der Region endeten am 23. September 1958                                                                                                |
| Hardtack I Yucca                                                | 28. Apr 1958 | Eniwetok-Atoll                                          | 26.000 m                 | USA       | ?                     | 1,7 kT                            | Test für ABM-Waffen |
| AN-11 Gerboise Bleue                                            | 13. Feb 1960 | Reggane, Algerien                                       | 105,4 m                  | FRA       | F                     | 60 kT                             | erster französischer Atombombentest |
| AN602 (Zar-Bombe)                                               | 30. Okt 1961 | Nowaja Semlja                                           | ≈ 4.000 m                | UdSSR     | FF                    | 50–58 MT                          | stärkste bisherige Atomexplosion |
| Dominic I Frigate Bird                                          | 06. Mai 1962 | Kiritimati                                              | 3.300 m                  | USA       | ?                     | 600 kT                            | einziger US-Test mit einer Waffe in Truppendienst (Polaris A1-Rakete mit W47 Y1 Sprengkopf)                                                                                  |
| Dominic I Swordfish                                             | 11. Mai 1962 | Pazifik, 741 km vor San Diego                           | –200 m (Unterwasser)     | USA       | ?                     | < 20 kT                           | fünfte und letzte Unterwasserexplosion der USA; Test der ASROC-Rakete zur U-Boot-Abwehr                                                                                      |
| Plowshare Storax Sedan                                          | 06. Jul 1962 | Nevada Test Site                                        | −193 m (unterirdisch)    | USA       | ?                     | 104 kT                            | Studie zum Tagebau von Rohstoffen. (→ Zivile atomare Sprengsätze) |
| Dominic I Starfish Prime                                        | 09. Jul 1962 | Johnston-Atoll                                          | 400 km (Weltraum)        | USA       | ?                     | < 1,45 MT                         | Explosion im Weltraum |
| Dominic I Bluegill Triple Prime                                 | 26. Okt 1962 | Johnston-Atoll                                          | 49 km                    | USA       | ?                     | < 1 MT                            | in der „heißen Phase“ der Kubakrise ohne Kenntnis des Executive Committee durchgeführt (Defense Condition 2)                                                                 |
| Fishbowl Tightrope                                              | 04. Nov 1962 | Johnston-Atoll                                          | ≈ 23 km                  | USA       | ?                     | < 20 kT                           | letzter atmosphärischer Test der USA |
| ?                                                               | 25. Dez 1962 | Nowaja Semlja                                           | ?                        | UdSSR     | ?                     | 8,5 kT                            | letzter atmosphärischer Test der UdSSR |
| 596                                                             | 16. Okt 1964 | Singkiang-Uigur                                         | 102 m (Turm)             | VR China  | ?                     | 22 kT                             | erster chinesischer Test |
| Test No. 6                                                      | 17. Jun 1967 | Lop Nur Test Base, Malan, Xinjiang                      | 2.960 m                  | VR China  | FF Teller Ulam        | 3,3 MT                            | erste chinesische Wasserstoffbombe |
| Canopus                                                         | 24. Aug 1968 | Fangataufa                                              | 550 m (1800 ft) (Ballon) | FRA       | ?                     | 2,6 MT                            | erste französische Wasserstoffbombe |
| ?                                                               | 29. Sep 1969 | ?                                                       | ?                        | VR China  | ?                     | ≈ 3 MT                            | erster chinesischer Test mit einer Wasserstoffbombe in der Atmosphäre |
| Smiling Buddha                                                  | 18. Mai 1974 | Wüste von Rajasthan                                     | –107 m (Unterirdisch)    | Indien    | ?                     | 8–13 kT                           | erster indischer Test |
| Shakti                                                          | 11. Mai 1998 | Jaisalmer (Distrikt)                                    | Unterirdisch             | Indien    | FF                    | ≈ 60 kT                           | zweiter indischer Test |
| Chagai-I                                                        | 28. Mai 1998 | Belutschistan                                           | Unterirdisch             | Pakistan  | FF                    | ≈ 40 kT                           | erster pakistanischer Test, Reaktion auf den indischen Shakti Test |
| ?                                                               | 09. Okt 2006 | Punggye-ri Ostseite, Kilchu (Provinz Hamgyŏng-pukto)    | Unterirdisch             | Nordkorea | ?                     | je nach Schätzung: 0,5 kT 5–15 kT | erster nordkoreanischer Test. Test möglicherweise fehlgeschlagen. Erdbeben der Stärke von 4,1 unter Nordkorea.                                                               |
| ?                                                               | 25. Mai 2009 | Punggye-ri Westseite, Kilchu (Provinz Hamgyŏng-pukto)   | Unterirdisch             | Nordkorea | ?                     | 10–20 kT                          | zweiter nordkoreanischer Test. Offenbar wesentlich erfolgreicher, da erstmals eine ernstzunehmende Sprengkraft erreicht wurde. Erdbeben der Stärke von 4,52 unter Nordkorea. |
| Pollux                                                          | 05. Dez 2012 | Nevada Test Site                                        | Unterirdisch             | USA       | ?                     | subkritisch                       | aktuell letzter durchgeführter subkritischer Test. Solche Tests verstoßen den Vereinigten Staaten zufolge nicht gegen das internationale Atomwaffentestverbot.               |
| Kernwaffentest in Nordkorea am 6. Januar 2016                   | 06. Jan 2016 | Punggye-ri, Kilchu (Provinz Hamgyŏng-pukto)             | Unterirdisch             | Nordkorea | ?                     | ?                                 | vierter nordkoreanischer Test, laut nordkoreanischer Nachrichtenagentur Wasserstoffbombe, dies wird von Experten bezweifelt. Erdbeben der Stärke von 5,1 unter Nordkorea.    |
| Kernwaffentest in Nordkorea am 3. September 2017                | 03. Sep 2017 | Sungjibaegam                                            | Unterirdisch             | Nordkorea | ?                     | 80–120 kT                         | weiterer nordkoreanischer Test, registrierte oberflächennahe Magnitude von 6,3 auf der Richter-Skala, im Nachgang zwei weitere Einsturzbeben                                 |
| Zum Vergleich, die Atombombenabwürfe auf Hiroshima und Nagasaki |              |                                                         |                          |           |                       |                                   | |
| Little Boy                                                      | 06. Aug 1945 | Hiroshima                                               | ≈ 600 m                  | USA       | F Gun                 | 13 kT                             | erster Einsatz einer Kernwaffe (Uran-235 als Spaltstoff) |
| Fat Man                                                         | 09. Aug 1945 | Nagasaki                                                | 550 m                    | USA       | F Implosion           | 20 kT                             | zweiter und bisher letzter Einsatz einer Kernwaffe |

## Übersicht nach Ländern

### Tabelle nach Ländern

Zahl der weltweiten Nukleartests nach Jahren und Ländern

(Stand: 4. September 2017)
| Staat                  | Anzahl der Atombombenversuche | Zeitraum | Zeitraum |
| Staat                  | Anzahl der Atombombenversuche | von      | bis      |
| ---------------------- | ----------------------------- | -------- | -------- |
| Frankreich             | 0198                          | 1960     | 1996     |
| Indien                 | 0003                          | 1974     | 1998     |
| Nordkorea              | 0006                          | 2006     | 2017     |
| Pakistan               | 0002                          | 1998     | 1998     |
| Sowjetunion            | 0718                          | 1949     | 1990     |
| Vereinigte Staaten     | 1039                          | 1945     | 2012     |
| Vereinigtes Königreich | 0045                          | 1952     | 1991     |
| Volksrepublik China    | 0045                          | 1964     | 1996     |
| Weltweit               | 2056                          | 1945     | 2017     |

### USA

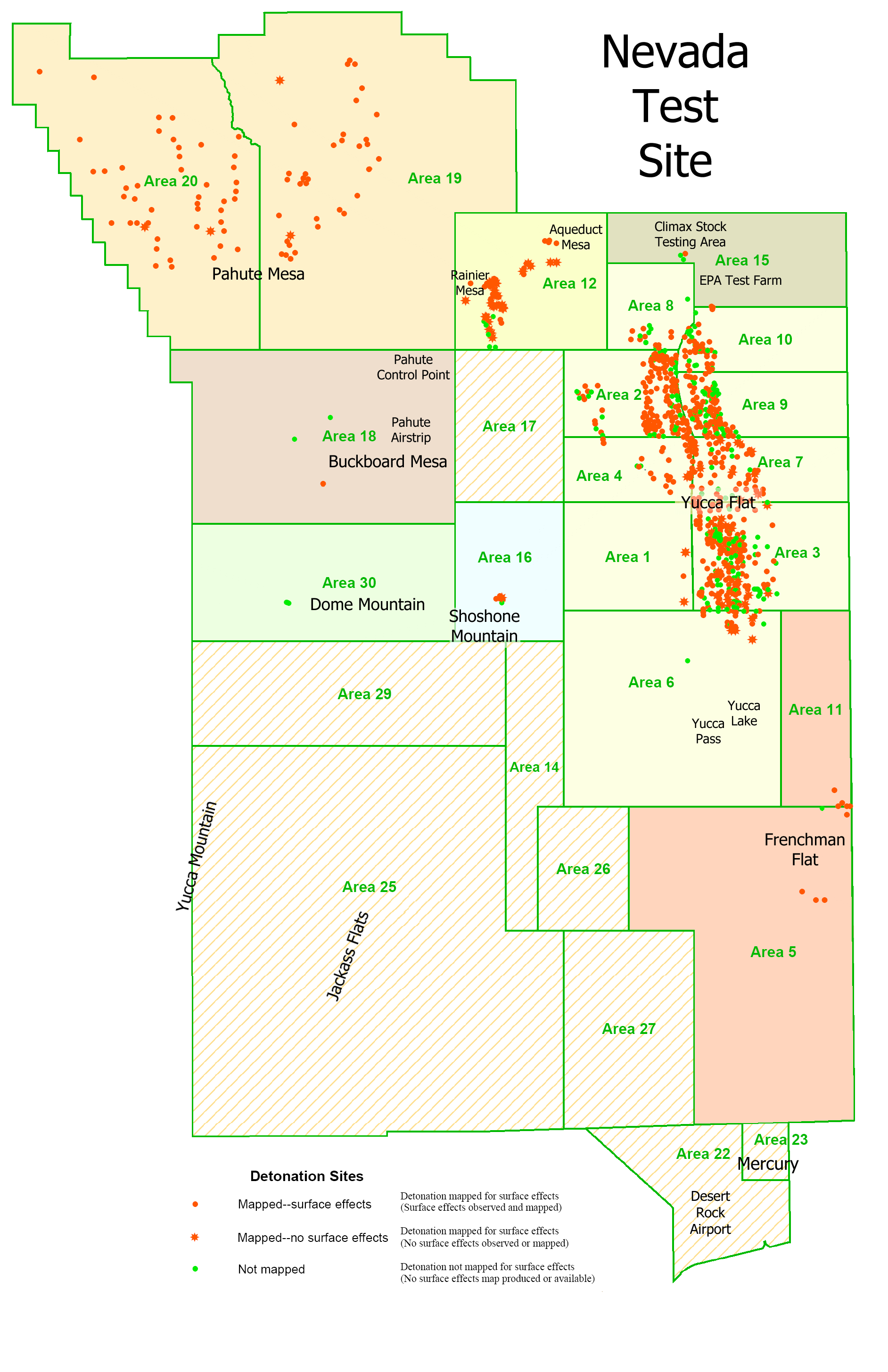
Nuklearwaffentests auf der Nevada Test Site (NTS)

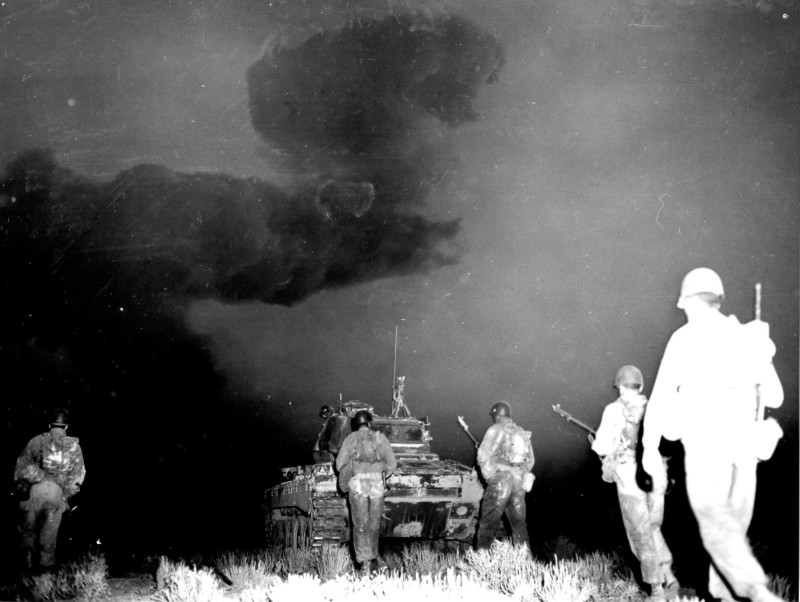
Oberirdischer Nuklearwaffentest mit Soldaten im US-Bundesstaat Nevada am 1. Juni 1952 „Operation Tumbler-Snapper“

Die USA führten zwischen 1945 und 1992 1.039 Nukleartests durch, 210 atmosphärische Tests, 815 unterirdische Tests und 5 Unterwassertests. Davon wurden 100 atmosphärische Tests und 804 unterirdische Tests auf der Nevada Test Site (NTS) (ca. 37°N 116°W) durchgeführt, teilweise in Sichtweite von Las Vegas. Ca. 15 unterirdische Tests wurden unbeabsichtigt zu oberirdischen, da die Sprengung wegen zu großer Sprengkraft den Boden aufriss. Im Jahr 1962 wurden mit 98 US-Atomwaffentests (davon zwei mit Großbritannien) die meisten in einem Jahr durchgeführt.
Bis Mai 1965 fanden 123 Nukleartests im Rahmen des Vela-Projektes statt.
1990 verabschiedete der US-Kongress mit dem sogenannten Radiation Exposure Compensation Act ein Gesetz zur Entschädigung von Strahlungsopfern, die durch Atomtests oder während ihrer Arbeit in Uran-Bergwerken Strahlungsschäden erlitten haben. Bis 2010 wurden über dieses Gesetz über 22.000 Ansprüche in einer Gesamthöhe von fast 1,5 Mrd. US-Dollar bewilligt.
Der letzte Test der USA fand 1992 statt. Die Nevada Test Site der National Nuclear Security Administration war lange Zeit stillgelegt; es konnte aber im Bedarfsfall innerhalb von 24 Monaten die Testtätigkeit wieder aufnehmen.
Die USA führen auf der Nevada National Security Site (NNSS) weiterhin subkritische Tests durch. Bei diesen Tests wird das Verhalten von Plutonium und hochangereichertem Uran aus Kernwaffen unter Schockbedingungen getestet, ohne dass es zur Freisetzung von Energie aus Kernreaktionen kommt. Die Tests werden in einem unterirdischen Versuchsfeld in hermetisch abgeschlossenen Stahlbehältern durchgeführt. Diese verbleiben nach dem Test untertage. Die USA haben bisher 27 solcher Experimente seit 1997 durchgeführt. Der letzte Test, Pollux genannt, fand am 12. Dezember 2012 statt.

### Sowjetunion
Die Sowjetunion führte ihren ersten Atombombentest („RDS-1“) am 29. August 1949 auf dem Atomwaffentestgelände Semipalatinsk (heute Kasachstan) durch. Zwischen 1949 und 1990 führte die Sowjetunion insgesamt 715 Tests mit 969 einzelnen Sprengsätzen durch. Von diesen Versuchen dienten 559 mit 769 Sprengsätzen dem militärischen Kernwaffenprogramm und können wie folgt kategorisiert werden:
- Entwicklung von Kernwaffen: 445 Tests mit 637 Sprengsätzen
- Studium von Kernwaffeneffekten: 52 Tests mit 69 Sprengsätzen
- Verbesserung der Sicherheit von Kernwaffen sowie der Untersuchung des Verhaltens von Kernwaffen in Notfällen: 25 Versuche mit 42 Sprengsätzen
- Grundlagenforschung: 36 Versuche mit 47 Sprengsätzen
- Feldübung: 1 Test mit 1 Sprengsatz

Bei den 715 Tests wurden die Waffen gezündet:
- In der Luft: 177 mal
- Auf der Erdoberfläche: 32 mal
- Unter Wasser: 3 mal
- An der Meeresoberfläche: 2 mal
- Unter der Erde: 496 mal einschließlich 5 mal in Kavernen.
- Nicht kategorisiert / unbekannt: 5

Den 211 atmosphärischen sowjetischen Tests stehen demnach 496 unterirdische gegenüber. 5 Tests konnten von Podvig et al. nicht zugeordnet werden
Die militärischen Tests wurden mit wenigen Ausnahmen auf zwei Testgeländen durchgeführt, dem Semipalatinsk-Testgelände in der Kasachischen SSR und dem Nowaja-Semlja-Testgelände im Nordpolarmeer der Russischen SFSR. Mit dem Zerfall der Sowjetunion wurde das Semipalatinsk-Testgelände geschlossen. Das Nowaja-Semlja-Testgelände wird weiterhin durch Russland genutzt. Russland selbst hat seit dem Ende der Sowjetunion keine Kernwaffentests durchgeführt, nutzt Nowaja Semlja aber für subkritische nukleare Experimente für das eigene Kernwaffenprogramm.
Weitere 156 Versuche mit 173 Einzelsprengsätzen waren Teil des Programmes für industrielle Explosionen („friedliche nukleare Explosionen“) und wurden seit 1964 durchgeführt. Diese können wie folgt eingeteilt werden:
- seismische Messungen: 39 Versuche
- Kavernenerzeugung zur Speicherung von Gas und Wasser: 35 Explosionen (inklusive 10 experimentelle Tests)
- Erdöl- und Erdgasstimulierung: 21 Versuche
- Erdbewegung und Kratererzeugung: 12 Versuche
- Bekämpfung von Gasbohrungsbränden: 5 Versuche
- Erzgewinnung: 3 Versuche
- Erzeugung von Kavernen zur Entsorgung petrochemischer Abfälle: 2 Versuche
- Methanbekämpfung in einem Kohlebergwerk: 1 Explosion
- Entwicklung von Sprengsätzen für das industrielle Nuklearprogramm: 38 Tests

Diese Tests wurden im Auftrag verschiedener Ministerien der Sowjetunion durchgeführt und lagen über das ganze Land verteilt.

### Frankreich
Insgesamt wurden siebzehn Französische Kernwaffentests in Algerien durchgeführt, davon vier oberirdisch (in Reggane) und dreizehn unterirdisch (in In Ekker). Die übrigen Atombombentests fanden in Französisch-Polynesien statt.

### Großbritannien
Großbritannien führte 1952 seinen ersten Kernwaffentest durch. Großbritannien nutzte dafür Testgelände in Australien (12 Tests), auf der Weihnachtsinsel (6 Versuche) und auf Malden Island (3 Versuche). Der letzte atmosphärische Test fand 1958 statt. 1962 erlaubte Großbritannien den USA die Durchführung der Testserie Dominic auf den Weihnachtsinseln. Großbritannien trat 1962 dem Verbot von atmosphärischen Kernwaffentests bei. Danach wurden alle Tests unterirdisch in Zusammenarbeit mit den USA auf dem Nevada-Testgelände (Nevada Test Site) durchgeführt (24 Versuche), zuletzt im Jahr 1991. Insgesamt führte Großbritannien 45 Versuche durch.

### Nordkorea
Nordkorea führte im Verlauf seines Kernwaffenprogramms sechs gesicherte Kernwaffentests, je einen in den Jahren 2006, 2009, 2013, zwei 2016 und einen 2017 durch. Ob es auch im Jahr 2010 einen Test gab, ist umstritten.